# Okaundua consita
Okaundua consita är en insektsart som beskrevs av Rauno E. Linnavuori 1969. Okaundua consita ingår i släktet Okaundua och familjen dvärgstritar. Inga underarter finns listade i Catalogue of Life.